# Peter Zander (Schauspieler)
Peter Erich Fritz Georg Zander (geboren 9. Juli 1922 in Berlin; gestorben 18. Januar 2019 in London) war ein deutsch-britischer Schauspieler.

## Leben
Peter Zander war der Sohn des Kaufmanns Erich Zander und der Anita Zander. Er wuchs in Friedenau und Wilmersdorf auf, wo er auf das Goethe-Gymnasium kam. Seine Eltern teilten sich mit der Familie Adolf Hain einen Schärenkreuzer im Verein Seglerhaus am Wannsee. Hain war Vorsitzender des Seglervereins und sorgte nach der Machtübergabe an die Nationalsozialisten 1933 dafür, dass die vermeintlich nicht-arischen Mitglieder den Verein verlassen mussten. Die Familie Zander emigrierte noch im selben Jahr nach Welwyn Garden City bei London. Unter dem Druck der Verhältnisse hielt die Ehe der Eltern nicht, und Peter wuchs allein bei seiner Mutter auf. Drei seiner Tanten verpassten die Emigration aus Deutschland und wurden Opfer des Holocaust. 
Zander, dem die deutsche Staatsbürgerschaft aberkannt worden war, erhielt 1939 die britische Staatsbürgerschaft. Er ging nach Kriegsende für zwei Jahre als britischer Relief Officer für den Save the Children Fund in die Britische Besatzungszone nach Deutschland und betreute Holocaustwaisen unter den Displaced Persons. Danach arbeitete er zwei Jahre für die Lokalzeitung Welwyn Times. In den folgenden Jahrzehnten pendelte er zwischen seinem Wohnsitz in einer kleinen Wohnung in Soho und Berlin und war auch in anderen Ländern tätig. Er erhielt Nebenrollen im Film und später auch in Fernsehfilmen, war Theaterschauspieler und war Opernregisseur, studierte Maskenbildnerei, volontierte am Berliner Ensemble, assistierte an der Deutschen Oper, trat im britischen Fernsehen auf, posierte als Fotomodell, leitete das „Richmond Theatre Festival“ in London und initiierte eine Reihe weiterer Kulturveranstaltungen. Zander unterrichtete am Rose Bruford College und an der Royal Academy of Dramatic Art. 
Er sah sich als „Berliner Londoner“. 
1994 erhielten er und seine Mutter die deutsche Staatsbürgerschaft zurück. Zander erlitt 2012 einen Schlaganfall und war seither pflegebedürftig, seinen Blog konnte er nicht mehr weiterführen.

## Filmografie
- 1961: Das Geheimnis der gelben Narzissen (The Devil’s Daffodil, nicht aufgeführt)
- 1961: Mit Schirm, Charme und Melone (The Avengers)
- 1962: Mystery Submarine
- 1963: Face in the Rain
- 1965: Rotten to the Core
- 1965: Dateline Diamonds
- 1965: The Return of Mr. Moto

## Schriften
- Thoughts of a Berliner Londoner, Blog, 23. November 2009